# Nassim El Haddaoui
Nassim El Haddaoui, né le 13 décembre 1987, est un footballeur marocain international de beach soccer. Il vient de s'engager avec la Lazio Rome (2018).
Il est le fils de l'international marocain Mustapha El Haddaoui.

## Biographie
« Tel père, tel fils ». Ce proverbe trouve tout son sens dans la famille des El Haddaoui. Comme celle de son père, Mustapha, la vie de Nassim El Hadaoui est rythmée par le football. Il est sa passion, jouer au ballon rond est le plus grand plaisir de ce jeune homme sec, en apparence, qu'on ne croirait pas capable de courir derrière un ballon, surtout sur un terrain de sable.
Pourtant, enfant, il rêve de devenir une star du ballon rond sur la pelouse verte, mais à force d'aller jouer à la plage la réorientation vers le beach se fait toute seule, notamment avec les tournois inter-quartiers organisés sur la plage d'Aïn Diab à Casablanca. Né dans une famille où le sport est source de bonheur, Nassim intègre l'école de football du Raja de Casablanca dès l'enfance jusqu'à la catégorie des cadets. A 11 ans, le jeune El Hadaoui remporte avec son école de football le championnat national en catégorie minimes. Il est élu à deux reprises, en 1998 et 1999, meilleur joueur de sa promotion dans le centre de formation des Verts et Blancs. En 2005, il quitte le Maroc pour Antibes, sur la Côte d'Azur. Le fils de Mustapha El Haddaoui traverse la Méditerranée pour poursuivre ses études en France, mais aussi de percer en joueur professionnel là-bas.
Quelques mois après son arrivée dans l'hexagone, une fracture du tibia l'éloigne des terrains pendant un an. S'ensuit une déception qui met fin à ses rêves de carrière. Dès lors, il faut se concentrer sur les études. Le train des pros lui a échappé, mais il ne rate pas celui des amateurs, en division d'honneur. Nassim dépose ses balluchons au Stade Laurentin Club.
Nassim El Haddaoui vibre pour le beach soccer. Petit à petit, il remonte la pente et parvient à s'imposer. C'est ainsi qu'en 2008, à 21 ans, il est convoqué pour la première fois en sélection nationale de beach soccer. C'est à Sainte-Maxime en France. Il a l'occasion de jouer contre les Pays-Bas en match de classement pour la troisième places. Nassim réussi son baptême du feu : victoire 4-2 et il inscrit le quatrième but du match. À partir de là, il devient de moins en moins complexé sur les terrains et gagne en expérience. De même que quelques titres. Il remporte notamment à 3 reprises le tournoi international de Casablanca de beach soccer avec la sélection marocaine, ainsi que le titre de MVP à ces trois rendez-vous.
El Hadaoui fils est très loin, toutefois, de réaliser son rêve : « participer à une coupe du monde de beach soccer avec la sélection nationale ». Le Maroc échoue à se qualifier en 2011 malgré l'organisation de la Coupe d'Afrique à Casablanca, mais le talent d'El Hadaoui et de ses coéquipiers ne fait pas la différence face aux ténors du continent. Le Sénégal, vainqueur de cette 5e édition, et le Nigeria, vice-champion d'Afrique sont les plus forts. L’Égypte par sa victoire sur le Maroc en match de poules (3-0) met fin aux espérances marocaines. En attendant, c'est au Lycée Lyautey de Casablanca que ce titulaire d'un BTS Management des Unités Commerciales fait office d'assistant d'éducation, tout en préparant sa licence pro en management des organisations. En tant que joueur de beach soccer, El Hadaoui évolue alors au Club alpin français de Casablanca, dans le championnat des entreprises.
A l'été 2013, le capitaine des Lions de l'Atlas de Beach Soccer reçoit une offre de la part du club professionnel français Montpellier Hérault Beach Soccer qu'il acceptera. Ce dernier, classé 2e du championnat de France veut renforcer son équipe en s’offrant les services du marocain, élu meilleur joueur africain BSWW/FIFA 2013. Par ailleurs, El Hadaoui est également courtisé par le tenant du titre du français, Marseille Beach Team. En la personne de son coach, les phocéens tentent de convaincre Nassim de rejoindre l’effectif de l’équipe qui participe à la Champion's League de Beach Soccer l'année suivante. Nassim El Hadaoui est alors le premier joueur marocain professionnel de Beach Soccer puisqu'il évolue au sein du club suisse Sable Dancers de Berne.
Plus tard, il remporte le championnat inter-ligues du Maroc avec l'équipe que qu'il a créé à Casablanca, remporte le Championnat de Suisse avec les Sable Dancers de Berne. Il s'inscrit aussi en Licence STAPS à l'Université Montpellier 1 et s'entretient dans un club de foot à 11 en DHR.
En 2014, El Haddaoui s'engage auprès du club suisse Neuchâtel Xamax FCS Beach Soccer avec son compatriote Kamel El Mahrouk.
En janvier 2015, il joue un rôle actif dans la création du Raja Club Athletic Beach Soccer, où il assure la fonction d'entraîneur-joueur. En 2016, Nassim, en compagnie de Kamel El Mahroukn Anas El Haddaoui et Azzedine El Hamidy quittent le Raja pour rallier le Grande Motte Pyramide, champion de France en 2015.
En avril 2016, il rejoint le ASD Terranova Terracina, champion d'Italie de Beach Soccer.
Le 25 janvier 2022, le Raja CA Beach Soccer est officiellement reconnue comme étant dirigé administrativement et affilié à la section football du Raja CA. Sa demande d'affiliation à la Fédération royale marocaine de football approuvée, il pourra participer aux compétitions officielles organisées par la direction nationale.
Le club annonce le retour de Nassim El Haddaoui et le recrutement de dix autres internationaux.
Le 13 février, le Raja remporte le premier match de son histoire après sa reconstitution face au Sporting Temara sur le score de 7-1, grâce à un quadruplé de Nassim El Haddaoui et deux buts de Saad Lakbiri et Badr El Kraichly.

## Palmarès

### En club
Sable Dancers de Berne
- Championnat de Suisse (1)
  - Champion en 2013
  - Finaliste en 2012

 Montpellier HBS
- Championnat de France
  - Finaliste en 2014

 BS Casablanca
- Coupe des Ligues du Maroc (1)
  - Vainqueur en 2013[1]

 Grande Motte Pyramide Beach Soccer
- Championnat de France (1)
  - Champion en 2015

 ASD Terranova Terracina Beach Soccer
- Championnat d'Italie (1)
  - Champion en 2015
- Coupe d'Italie (1)
  - Champion en 2015

### En sélection nationale
- BSWW Tour El Jadida (2)
  - Champion en 2014 et 2015

### Distinctions personnelles et records
- Championnat d'Afrique
  - Meilleur joueur en 2013[8]

- Coupe des Ligues du Maroc
  - Meilleur buteur en 2013

- BSWW Tour El Jadida
  - Meilleur buteur en 2014
  - Meilleur joueur en 2014 et 2015

- Coupe intercontinentale
  - Meilleur buteur en 2014